# Gorni Vadin
Gorni Vadin (bulgariska: Горни Вадин) är ett distrikt i Bulgarien.   Det ligger i kommunen Obsjtina Orjachovo och regionen Vratsa, i den nordvästra delen av landet, 130 km nordost om huvudstaden Sofia.
Trakten runt Gorni Vadin består till största delen av jordbruksmark. Runt Gorni Vadin är det ganska glesbefolkat, med 39 invånare per kvadratkilometer.